# 과부

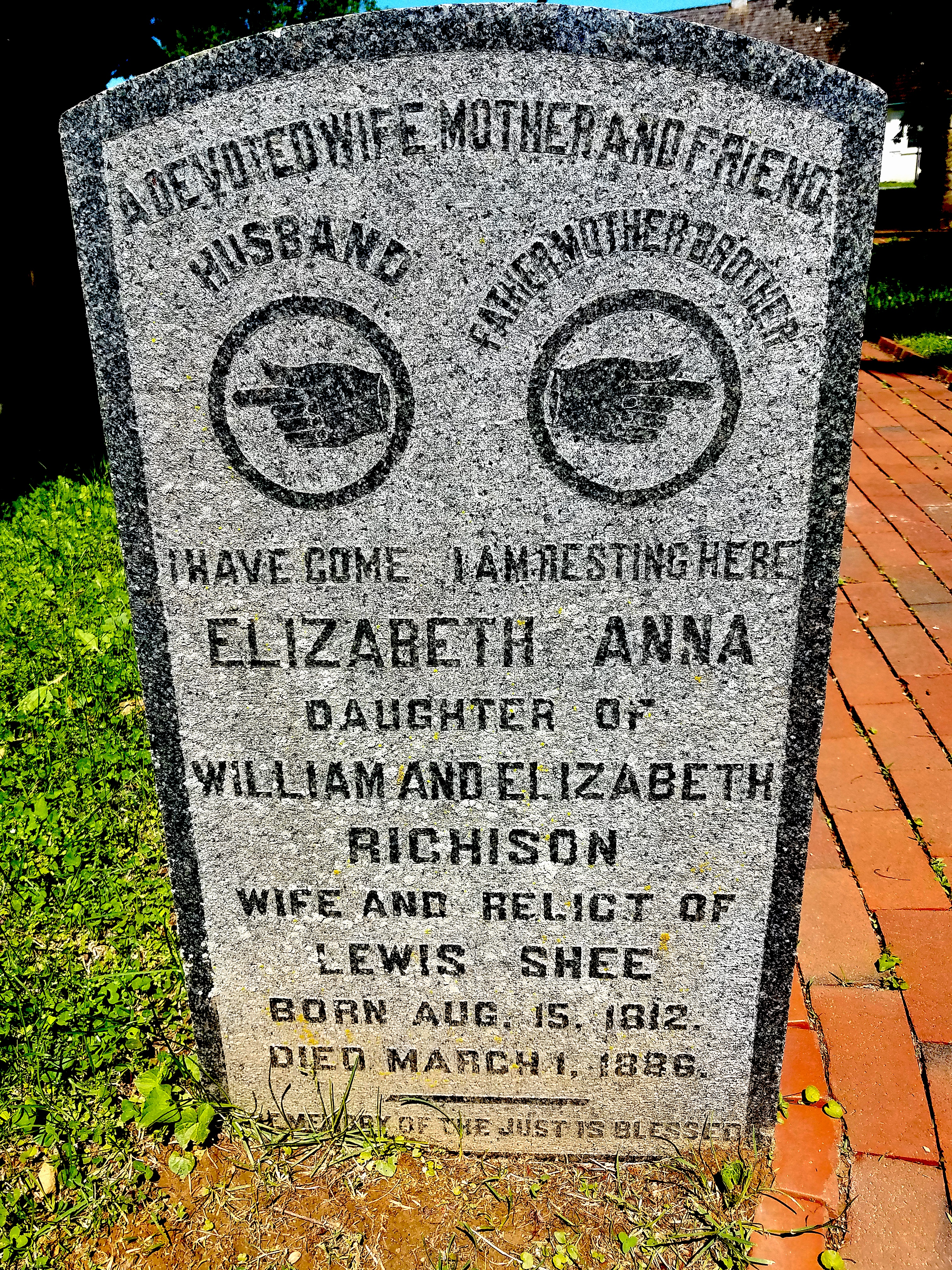
19세기 "재앙"을 묘사하는 묘비는 "과부"를 의미하곤 했다. 펜실베니아, 체스터 카운티, 그레이트 밸리에 있는 성 베드로 교회의 교회 마당에 위치한다.

과부(寡婦, 영어: widow)는 남편을 잃고 홀로 지내는 여자를 말한다. 반대로 홀아비, 홀애비(영어: widower)는 아내를 잃고 홀로 지내는 남자를 말한다.

## 어휘
과(寡)는 ‘홀로’라는 뜻으로 과부는 ‘짝없는 지어미’를 뜻한다. 과부는 과붓집이라고도 부르고, 높임말로 과부댁(寡婦宅), 과수댁(寡守宅), 과댁(寡宅) 등으로도 불렀다. 홀어미라고도 부르고, 남편을 먼저 보내고 미처 따라 죽지 못한 사람이라는 뜻으로 미망인(未亡人)으로도 부른다. 앞의 성차별 관행을 부추기는 용어들 대신, 무성적 용어인 '상배여성'(喪配女性)으로 부르기도 한다.

## 특징
여성의 기대 수명이 남성보다 높은 편으로, 결혼 후 홀로된 남성에 비해 홀로 지내야 하는 여성은 인생 주기에서 피할 수 없는 경우가 더 많다.
- 보통 갑작스런 배우자의 상실을 맞는 경우가 많아, 처음부터 독신이거나 주체적으로 이혼한 여성에 비해 지배와 통제의 경험이 적어 혼자 이겨나가야할 미래에 대한 공포와 불안으로 심리적 혼란을 겪는다.
- 성별 노동분업 관계로 여성의 지위는 가장의 사회적 성취에 의해 결정된 경우에는 사회에서 추방당한 듯한 급속한 신분 변화를 경험한다.
- 식욕부진, 불면증, 주변 사람들의 태도 변화에 따른 화병 등을 겪기도 한다.
- 부부중심 문화에서오는 차별로, 시집식구들은 며느리가 재가할까봐 의심하고, 유부녀들은 남편이 한눈 팔까봐 홀어미를 소외시키는 경우를 겪는 수도 있다.

## 결과
홀로된 여성은 평균 2년 정도의 상실 위기 극복 과정을 겪는다.
- 상대적으로 딸의 경제적 독립과 개체적 역할에 대해 철저히 준비시킨다.
- 자식을 위해 밝고 당당한 모습을 유지하려고 노력하고, 스스로 주인된 삶을 살아간다.
- 아들보다 딸에게서 정서적 지지를 받는다.

## 역사
옛날 가부장제도 아래에서는 여성들이 배우자를 잃었을 때 죽은 배우자와 함께 산채로 매장, 순장하는 경우가 많았으며, 최근까지 인도에서는 사티라는 풍습도 있었다. 서양에서는 남편을 잃은 슬픔을 표현하기 위해 남은 생애 동안 검은 옷을 입고 다녔다. 13 세기 경 중세 서양에서는 윔플이라고 부르는 천으로 목과 머리를 감싸는 풍습도 있었다.
르네상스 시대의 서양에서는 결혼할 때 남편이 아내에게 지참금(dowry)을 받는 대신 남편 재산의 1/3 정도되는 과부산(dower)을 약속하게 된다. 과부는 이 과부산을 살아있는 동안 쓰고 사후에는 다시 집안 전체 토지에 귀속시켰다. 또한 재혼시에도 과부산을 상실하게 되었다. 당시에는 과부의 재혼이 법적으로 허용되고 있었음에도 재산권을 지키기 위해서 이거나 종교(가톨릭)적, 윤리적 문제로 홀로사는 것을 감수하는 경우가 많았다.
조선 시대에는 성종 8년(1477년) ‘과부재가((寡婦再嫁) 금지법’을 시행하여 과부 결혼을 금지하였으며, 고종 31년(1894년)에 허용하였다. 특히 경국대전 반포 이래로는 법적으로 재가녀의 자손들이 대소 과거에 응시할 수 있는 자격을 박탈하여 관직 진출이 금지되었다. 1894년 동학농민전쟁 당시 농민군이 발표한 폐정개혁안에 사회개혁적인 요구사항으로 “청춘과부의 개가를 허할 사”라는 조항이 제시되었다.
정약용은 “남편이 죽으면 같이 따라 죽는 것이 아니라 오히려 남편이 없어도 남은 자식을 데리고 꿋꿋이 살아가는 여성이 진정한 열녀”라며 새로운 열녀상을 제시했다. 박지원은 부녀가 수절하여 지아비를 바꾸지 않음을 우리나라의 아름다은 자랑거리라고 보면서도 과부들의 곤궁한 처지를 개탄했다고 한다. 조선시대에는 조혼의 풍습으로 특히 10대 청춘과부가 많았는데, 경제적 사회적 곤란을 겪는 경우가 많아 친척이 나서서 재가를 권하는 경우도 많았다. 최제우의 어머니 한씨 역시 재가녀였다. 당시 재가를 가로막는 현실적인 이유 중 하나로 과부전이라고 부르는 막대한 돈을 치르는 습속도 있었다고 한다.
1888년 당시 망명생활을 하던 박종효는 고종에게 건백서를 제출하면서 과부의 재가를 허용할 것을 요구하였다. 당시 조선 정부에서는 1894년 6월 갑오경장 개혁안에 “과녀의 재가는 귀천을 물론하고 자유에 맡긴다”라는 내용을 포함시켰다.

## 기타

### 청상과부
청상과부(靑孀寡婦)란 젊어서 남편을 잃고 홀로된 여자를 말하며, 줄여서 청상(靑孀), 청상과수, 청춘과부라고 부르기도 했다.

### 생과부
생과부(生寡婦)란 남편이 있으면서도 멀리 떨어져 있거나 소박을 맞아서 과부나 다름없는 여자 혹은 약혼자나 갓 결혼한 남편이 죽어서 혼자 사는 여자를 뜻하는 말이다.

### 수절과 개가
수절(守節)이란 정절을 지키는 것이고, 개가(改嫁)는 다른 남자와 결혼(재혼)하는 것을 뜻하는 말로 재가(再嫁)라고도 한다.

## 같이 보기
- 이혼
- 재혼
- 한부모